# XII Premis Goya
La XIIa edició dels Premis Goya (oficialment en castellà: Premios Anuales de la Academia «Goya») va tenir lloc al Palau de Congressos de la ciutat de Madrid (Espanya) el 31 de gener de 1998 i fa referència a aquelles produccions realitzades el 1997.
La presentació de la gala va anar a càrrec de l'actor i periodista El Gran Wyoming i va ser dirigida per Isabel Coixet.
La gran guanyadora de la nit fou La buena estrella de Ricardo Franco, que guanyà cinc premis de les set nominacions que tenia, entre elles millor pel·lícula, direcció, actor principal i guió original. La pel·lícula més nominada de la nit fou Secretos del corazón de Montxo Armendáriz, aconseguint guanyar 4 premis de les 9 nominacions rebudes. La pel·lícula El color de las nubes de Mario Camus i la pel·lícula argentina Martín (Hache) d'Adolfo Aristarain foren nominades a 6 i 4 premis respectivament, aconseguint cadascuna d'elles un premi.

## Nominats i guanyadors
| Millor pel·lícula | Millor director |
| --- | --- |
| - La buena estrella - Martín (Hache) - Secretos del corazón | - Ricardo Franco per La buena estrella - Adolfo Aristarain per Martín (Hache) - Montxo Armendáriz per Secretos del corazón                                   |
| Millor actor | Millor actriu |
| - Antonio Resines per La buena estrella - Javier Bardem per Carne trémula - Jordi Mollà per La buena estrella | - Cecilia Roth per Martín (Hache) - Julia Gutiérrez Caba per El color de las nubes - Maribel Verdú per La buena estrella                                     |
| Millor actor secundari | Millor actriu secundària |
| - Pepe Sancho per Carne trémula - Antonio Vicente Valero Osma per El color de las nubes - Juan Jesús Valverde per Las ratas | - Charo López per Secretos del corazón - Ángela Molina per Carne trémula - Vicky Peña per Secretos del corazón                                               |
| Millor guió original | Millor guió adaptat |
| - Ricardo Franco i Ángeles González-Sinde per La buena estrella - Fernando León de Aranoa per Familia - Montxo Armendáriz per Secretos del corazón | - Bigas Luna i Cuca Canals per La camarera del Titanic - Ventura Pons i Josep Maria Benet per Actrius - Ignacio Martínez de Pisón per Carreteras secundarias |
| Millor director novell | Millor direcció de producció |
| - Fernando León de Aranoa per Familia - Mireia Ros per La Moños - Fernando Cámara i David Alonso per Memorias del ángel caído | - José Luis Escolar per Perdita Durango - Roberto Manni per La camarera del Titanic - Yousaf Bokhari per Territorio comanche                                 |
| Millor actor revelació | Millor actriu revelació |
| - Andoni Erburu per Secretos del corazón - Manuel Manquiña per Airbag - Fernando Ramallo per Carreteras secundarias | - Isabel Ordaz per Chevrolet - Paulina Gálvez per Retrato de mujer con hombre al fondo - Blanca Portillo per El color de las nubes                           |
| Millor pel·lícula hispanoamericana | Millor pel·lícula europea |
| - Cenizas del paraíso de Marcelo Piñeyro ( Argentina) - Amor vertical d' Arturo Sotto Díaz ( Cuba) - Última llamada de Carlos García Agraz ( Mèxic) | - The Full Monty de Peter Cattaneo ( Regne Unit) - El pacient anglès de Anthony Minghella ( Regne Unit) - Tocant el vent de Mark Herman ( Regne Unit)        |
| Millor fotografia | Millor muntatge |
| - Jaume Peracaula per El color de las nubes - José Luis Alcaine per En brazos de la mujer madura - Patrick Blossier per La camarera del Titanic | - Pablo Blanco Somoza per Airbag - José María Biurrun per El color de las nubes - Rosario Sáinz de Rozas per Secretos del corazón                            |
| Millor direcció artística | Millor vestuari |
| - Félix Murcia per Secretos del corazón - Antonio Cortés per El color de las nubes - Josep Rosell per En brazos de la mujer madura | - Franca Squarciapino per La camarera del Titanic - León Revuelta per Muerte en Granada - María Estela Fernández i Glenn Ralston per Perdita Durango         |
| Millor so | Millor música |
| - Gilles Ortion, Alfonso Pino i Bela María Da Costa per Secretos del corazón - Daniel Goldstein, Ricardo Steinberg i Eduardo Fernández per El tiempo de la felicidad - Daniel Goldstein, Ricardo Steinberg, Carlos Garrido i Ángel Gallardo per Martín (Hache) | - Eva Gancedo per La buena estrella - Simon Boswell per Perdita Durango - José Manuel Pagán per Tic Tac                                                      |
| Millor maquillatge | Millors efectes especials |
| - José Quetglas i Mercedes Guillot per Perdita Durango - Cristóbal Criado i Alicia López Medina per La herida luminosa - Miguel Sesé i Francisca Guillot per Muerte en Granada                                                                                 | - Juan Ramón Molina García per Airbag - Roberto Ricci per La camarera del Titanic - Reyes Abades i Emilio Ruiz del Río per Territorio comanche               |
| Millor curtmetratge de ficció | Millor pel·lícula d'animació |
| - Cazadores d'Achero Mañas - Campeones d'Antonio Conesa - En medio de ninguna parte de Javier Rebollo - Hola mamá de Pablo Fernández - Pasaia de Mikel Aguirresarobe                                                                                           | - Megasónicos de Javier González de la Fuente i José Martínez Montero                                                                                        |
| Goya d'honor | |
| - Rafael Azcona (guionista) | |